# ATmega88
Az ATmega88 az Atmel vállalat egy 8 bites mikrovezérlő-terméke; magja 8 bites. Rendelkezik az Atmel AVR általános utasításkészletével. 28 vagy 32 lábú, köztük DIP tokozásban is kibocsátották. Maximum 23 ki- és bemeneti csatlakozója van. 10 vagy 20 MHz-es órajelen működik.
Ebben a sorozatban több Atmel mikrovezérlő osztozik ezen az utasításkészleten, ami megkönnyíti a fejlesztést a mérnököknek.

## Fordítás
Ez a szócikk részben vagy egészben  az   ATmega88 című angol Wikipédia-szócikk ezen változatának fordításán alapul.  Az eredeti cikk szerkesztőit annak laptörténete sorolja fel. Ez a jelzés csupán a megfogalmazás eredetét és a szerzői jogokat jelzi, nem szolgál a cikkben szereplő információk forrásmegjelöléseként.